# Brad Hunt
Brad Hunt é um ator estadunidense, nascido em Moberly, no estado do Missouri.

## Filmografia

### Televisão
- 2006 Monk como Kris Kedder
- 2006 In Justice como Paul Buckner
- 2004 CSI: Crime Scene Investigation como Rory Kendell
- 2003 NYPD Blue como Jerry Wells
- 1991 The Wonder Years como Billy

### Cinema
- 2009 Never Submit como Misha
- 2008 Damned como Tom
- 2007 Just Add Water como Denny
- 2006 The Tripper como Hank
- 2006 The Darwin Awards como Stan
- 2005 Lucky 13 como Zach Baker
- 2004 Em & Me como Dwayne
- 2003 Reeseville como David Meyers
- 2002 Hart's War como G.H. "Cookie" Bell
- 2002 Cherish como D.J.
- 2001 The Ghost como Sink
- 2001 Cookers como Hector
- 2001 Blow como G.G.
- 2001 The Journeyman como Morphinist
- 1999 Magnolia como Craig Hansen
- 1999 Clubland como King
- 1997 Fire Down Below como Orin Hanner Jr.
- 1997 Dream with the Fishes como Nick
- 1997 Favorite Son como Lance Beauchamp
- 1996 Ed como Carnie